# Bitis cornuta
La víbora cornuda (Bitis cornuta) es una especie de víbora venenosa. Se encuentra en ciertas áreas desérticas rocosas, principalmente a lo largo de la costa atlántica del sur de África, en el oeste de Sudáfrica y el suroeste de Namibia. Tienen mechones característicos de 'cuernos' sobre cada ojo. Actualmente no se reconocen subespecies.

## Descripción
Pequeñas y robustas, alcanzan una longitud total típica (cuerpo y cola) de 0,30 a 0,50 metros. La longitud total máxima registrada es de 0,75 metros para un espécimen cautivo.
De dos a cinco escamas elevadas en forma de cuerno aparecen sobre cada ojo.
Dorsalmente, tiene un color de fondo de gris a marrón rojizo, superpuesto con cuatro series longitudinales de manchas grandes de color marrón oscuro, que tienen forma cuadrada o de paralelogramo, y bordeadas de blanco. Ventralmente, es blanquecino o tostado, uniforme o moteado de marrón oscuro. En la superficie dorsal de la cabeza, las marcas oscuras y simétricas pueden formar una punta de flecha.

## Distribución y hábitat
Esta especie se extiende desde la región costera del suroeste de Namibia hasta el oeste y suroeste de la provincia del Cabo en Sudáfrica, con algunas poblaciones aisladas en el este de la provincia del Cabo.
Prefiere las áreas desérticas rocosas en la suculenta sabana enana y las laderas de las montañas en la vegetación de los brezales.

## Comportamiento
Con una disposición nerviosa, cuando se le molesta, sisea fuerte y golpea con tanta energía que la mayor parte de su cuerpo se levanta del suelo en el proceso. Sin embargo, suele establecerse en cautiverio.

## Taxonomía
Los nombres comunes incluyen "víbora de muchos cuernos", "hornsman", "víbora hornsman occidental" y "víbora occidental de muchos cuernos".
La localidad tipo dada es 'Cap de Bonne-espérance' (Cabo de Buena Esperanza, Sudáfrica). En realidad, según el itinerario de Patterson, el tipo se observó en la costa de Namaqualand, el 1 de septiembre de 1779.

## Otras lecturas
- Access Professional Development. 2022. Many-horned Adder (Bitis cornuta). [Online] Available: https://accesspd.co.za/species/many-horned-adder Archivado el 14 de febrero de 2022 en Wayback Machine. (Accessed: 14/02/2022)
- Branch, Bill. 2004. Field Guide to Snakes and Other Reptiles of Southern Africa. Sanibel Island, Florida: Ralph Curtis Books. 399 pp. ISBN 0-88359-042-5. (Bitis cornuta, pp. 116–117 + Plate 13.)
- Daudin FM. 1803. Histoire Naturelle, Générale et Particulière des Reptiles; Ouvrage faisant suite à l'Histoire Naturelle générale et particulière, composée par LECLERC DE BUFFON; et rédigée par C.S. SONNINI, membre de plusieurs Sociétés savantes. Tome VI. Paris: F. Dufart. 447 pp. (Vipera cornuta, p. 188.)